# Nicola Grimaldi (1768-1845)
Pour les articles homonymes, voir Nicola Grimaldi.
Nicola Grimaldi (né le 19 juillet 1768 à Treia dans les Marches, Italie, et mort le 12 janvier 1845 à Rome) est un cardinal italien du XIXe siècle.

## Biographie
Nicola Grimaldi est notamment référendaire au tribunal suprême de la Signature apostolique et gouverneur de Rome en 1830 et exerce des fonctions à la Chambre apostolique.
Le pape Grégoire XVI le crée cardinal lors du consistoire du 20 janvier 1834. Il est camerlingue du Sacré Collège en 1835 et 1836. Il est légat apostolique à Forlì de 1836 à 1838.

### Sources
- Fiche du cardinal Nicola Grimaldi sur le site de la Florida International University